# Próba iskrowa
Próba iskrowa – jest to warsztatowa metoda sprawdzania składu chemicznego stali.

## Podstawy teoretyczne metody
Celem próby iskrowej jest wyznaczenie przybliżonych zawartości węgla oraz dodatków stopowych w stali. W warunkach przemysłowych próba iskrowa jest wystarczająco dokładną i szybką metodą sprawdzania i kontroli międzyoperacyjnej materiału. Opiera się ona na analizie wyglądu iskier podczas szlifowania materiału. Zjawisko iskrzenia polega na oderwaniu drobnych, rozgrzanych cząstek od materiału szlifowanego. W wyniku rozgrzania cząstki ulegają spaleniu, tworząc iskry. Biorą w tym udział wszystkie składniki stali, w pierwszym rzędzie węgiel, a następnie dodatki stopowe.
Rozpryski na końcu, jak i na środku biegu iskry mogą mieć różny kształt. Poza nim, uwagę zwraca się także na jasność oraz barwę, która może być jednakowa na całej długości lub zmienna, ciemniejsza na początku, a jaśniejsza na końcu.
Pewne zjawiska zachodzące podczas próby nie są zależne od składu chemicznego stali. Przykładowo długość snopa iskier zależy przede wszystkim od prędkości obrotowej tarczy szlifierskiej i od docisku próbki. Poprzednie procesy obróbkowe mają również duży wpływ na gęstość i wielkość snopa iskier.

## Podział parametrów iskier
- ze względu na kształt
  - włócznie,
  - kolce,
  - kępki,
  - krople,
  - gałązki,
  - maczugi,
- ze względu na rodzaj
  - z promieniem ciągłym,
  - z promieniem przerywanym,
  - z promieniem rozgałęzionym,
- ze względu na barwę
  - biało-żółta,
  - pomarańczowa,
  - jasnoczerwona,
  - czerwona,
  - wiśniowa.

## Wpływ pierwiastków chemicznych
Pierwiastki chemiczne, obecne w stali, mają następujący wpływ na wygląd iskier:
- Węgiel (C) – jest zasadniczym składnikiem powodującym rozpryski, gdyż powstający w procesie jego spalania dwutlenek węgla rozsadza oderwaną cząstkę. Im więcej węgla, tym liczniejsze są eksplozje. Wzrost ilości rozprysków trwa do osiągnięcia zawartości węgla równej 0,8%, po przekroczeniu tej wartości zjawisko ubożeje.
- Wolfram (W) – daje charakterystyczne, przerywane promienie, o ciemnoczerwonej barwie oraz nieliczne, ale bardzo kroplowate rozpryski. Przy średnich zawartościach tego pierwiastka występują zakończenia promieni w kształcie ostrza włóczni.
- Chrom (Cr) – w większych ilościach powoduje silne tłumienie iskrzenia, krótki i mało efektowny snop.
- Nikiel (Ni) – bardzo trudny do rozpoznania. Daje pewne zgrubienie, świecące na biało na przedłużonym ostrzu.
- Molibden (Mo) – od 0,1% powoduje charakterystyczne oderwanie włóczni.
- Mangan (Mn) – powoduje zakończenie kolców rozprysków w postaci wachlarzyka.

## Przebieg próby iskrowej
Przebieg próby jest następujący:
- Sprawdzenie stanu szlifierki, w szczególności pod względem bezpieczeństwa.
- Zadbanie, aby na tarczy szlifierskiej nie znajdowały się resztki poprzednio szlifowanej stali.
- Zabezpieczenie oczu operatora.
- Przeprowadzenie iskrzenia wzorników.
- Przeprowadzenie iskrzenia próbek o nieznanym składzie chemicznym na przemian z wzornikami, przy jednoczesnym rozpoznawaniu charakterystycznych elementów iskrzenia.
- Sporządzenie dokumentacji, ze szczególnym uwzględnieniem wykonania rysunków rozprysków.